# Nanorobotik
Nanorobotik är en teknologi för att göra robotar i nanostorlek (10-9 meter). Än så länge är nanorobotar artificiella, icke-biologiska concept-robotar.
En annan definition och ett annat syfte med nanorobotarna är att de tillåter precisionsarbeten med objekt i nanostorlek, eller att de kan manipulera med en upplösning i nanostorlek. Robotar i mikrostorlek eller "mikrorobotar" som kan röra sig med nanoprecision räknas även de till gruppen nanorobotar.
Nanomaskiner befinner sig till största delen fortfarande på forsknings/utvecklingsstadiet, men några har redan blivit testade. Ett exempel är en sensor som har en brytare ca 1,5 nanometer tvärs över, kapabel att räkna specifika molekyler i kemiska exempel.
De första användbara områdena för nanomaskiner/nanorobotar, när de väl är byggda, kommer förmodligen att vara inom medicinsk teknologi, där de förmodas användas för att bland annat hitta och förstöra olika cancersorter. Ett annat potentiellt område är att förstöra giftiga kemikalier i olika syften och för att mäta olika värden av olika kemikalier i atmosfären.